# 저스틴 레이어
찰스 래리 '저스틴' 레이어(영어: Charles Larry "Justin" Lehr, 1977년 8월 3일 ~ )는 전 미국의 야구 선수이다. 